# X2 (soundtrack)
X2 is de originele soundtrack, gecomponeerd door John Ottman voor de film X2 uit 2003 van Bryan Singer. Het album werd uitgebracht op 29 april 2003 door Trauma Records. Internationaal werd het album uitgebracht als X-Men 2 door Edel Records.
De partituur werd uitgevoegd door het Hollywood Studio Symphony onder leiding van Damon Intrabartolo en opgenomen in The Newman Stage van 20th Century Studios. De muziek werd georkestreerd door Intrabartolo en Ottman.
Op 19 juli 2012 bracht La-La Land Records een uitgebreide editie uit, met de volledige filmmuziek op twee cd's in een gelimiteerde uitgave van 3.500 exemplaren.

## Tracklijst
| 1.                 | Death Camp            | 3:04 |
| 2.                 | Ambush                | 3:27 |
| 3.                 | Mutant School         | 3:47 |
| 4.                 | Magneto's Lair        | 5:00 |
| 5.                 | Cerebro               | 2:12 |
| 6.                 | Train                 | 2:39 |
| 7.                 | Magneto Stand Off     | 2:58 |
| 8.                 | The X-Jet             | 3:49 |
| 9.                 | Museum Fight          | 2:22 |
| 10.                | The Statue of Liberty | 2:38 |
| 11.                | Final Showdown        | 2:30 |
| 12.                | Logan and Rogue       | 6:01 |
| Totale duur: 40:27 |                       |      |

### Uitgebreide uitgave (La-La Land Records, 2012)
| 1.                 | 20th Century Fox Fanfare                                          | 0:22 |
| 2.                 | Opening Titles                                                    | 1:07 |
| 3.                 | Nightcrawler Attack                                               | 3:15 |
| 4.                 | Alkali Lake                                                       | 2:03 |
| 5.                 | Jean's Hallucination / Something Terrible                         | 1:03 |
| 6.                 | Newscast/Permission/Reunion                                       | 3:44 |
| 7.                 | Cerebro                                                           | 1:28 |
| 8.                 | Sneaky Mystique                                                   | 4:04 |
| 9.                 | Meeting Nightcrawler                                              | 2:20 |
| 10.                | You Remember Him                                                  | 2:32 |
| 11.                | Mansion Attack / Don't You Remember / Escape                      | 7:53 |
| 12.                | Opening Cerebro / Bottom's Up                                     | 1:55 |
| 13.                | Jason's Story / Harmless Kiss                                     | 3:29 |
| 14.                | Magneto's Escape                                                  | 1:25 |
| 15.                | What Bobby Can Do / Finding Faith                                 | 2:51 |
| 16.                | Pyro Attack                                                       | 3:13 |
| 17.                | Xavier Escapes                                                    | 1:26 |
| 18.                | Storm's Perfect Storm / Missiles                                  | 2:07 |
| 19.                | Fireside Chat / Flashback / Jean and Logan / You Know What I Want | 5:02 |
| 20.                | God Among Insects / Where Is Everyone?                            | 2:08 |
| 21.                | I'm In                                                            | 4:17 |
| 22.                | It's Time                                                         | 3:51 |
| Totale duur: 60:09 |                                                                   |      |

| 1.                 | The Children / Something's Wrong                  | 2:36 |
| 2.                 | Augmentation Room (Death Strikes Deathstrike)     | 4:45 |
| 3.                 | Deathstrike Dies / Magneto's Old Tricks           | 5:52 |
| 4.                 | Wolverine to the Rescue                           | 8:10 |
| 5.                 | Rogue Earns Wings                                 | 2:20 |
| 6.                 | Goodbye / We're Here to Stay                      | 7:08 |
| 7.                 | Evolution Leaps Forward                           | 3:09 |
| 8.                 | Suite from X-Men 2 (End Credits original version) | 7:11 |
| 9.                 | Evolution Leaps Forward (original version)        | 0:48 |
| 10.                | Suite from X-Men 2 (End Credits film version)     | 9:07 |
| Totale duur: 52:16 |                                                   |      |